# Kotłowo (Białoruś)
Kotłowo (biał. Катлова; ros. Котлово) – wieś na Białorusi, w obwodzie grodzieńskim, w rejonie nowogródzkim, w sielsowiecie Walówka.
W dwudziestoleciu międzywojennym leżało w Polsce, w województwie nowogródzkim, w powiecie nowogródzkim.